# Ниязбаев, Габделрауф Хакимович
Габделрауф Хакимович Ниязбаев (тат. Габделрәүф Хәким улы Ниязбаев, 1884—1920) — татарский просветитель, драматург.

## Биография
Родился 1884 году в селе Татарская Каргала Оренбургского уезда Оренбургской губернии (ныне — Сакмарский район, Оренбургская область).
Обучался в медресе родной деревни, в учительской школе города Казань.
Занимался педагогической деятельностью. До 1917 года жил в г. Оренбурге.
В 1905—1907 гг. активно поддерживал идеи революции.
Был избран делегатом I съезда работников просвещения Башкирии. Являясь инструктором школьного отдела народного образования Кыпсак-Джитаровского кантона Башкирской АССР, проводил большую работу по ликвидации неграмотности, организации школ и подготовке учительских кадров.

## Творчество
Г. Ниязбаев известен в жанре драматургии. По сведениям Л. Хамидуллина, он активно участвует в первой театральной постановке на татарском языке, состоявшейся в Казани 22 декабря 1906 года (этот день отмечается как дата создания татарского театра).
Ряд его произведений были поставлены на сцене татарской труппы «Сайяр». По оценкам современников, его пьесы созданы под влиянием драм А. Островского, А. Чехова, М. Горького, Г. Кулахметова.
Является автором пьес «Беспросветные дни» («Кара көннәр»), «Страна цветов» («Гөлбостан»), «Борьба за красное будущее» («Кызыл истикбал өчен көрәш»), «Первая заря» («Беренче таң»).
Сохранилась рукопись пьесы «Сильные и слабые» («Көчлеләр hәм көчсезләр»), известной также под другим названием «Братья Галимовы» («Борадәрән Гәлимовлар»).